# Chumatlán (kommun)
Chumatlán är en kommun i Mexiko.   Den ligger i delstaten Veracruz, i den sydöstra delen av landet, 180 km nordost om huvudstaden Mexico City.
Följande samhällen finns i Chumatlán:
- Lázaro Cárdenas
- Colonia la Vega
- La Vega